# Rejvíz
Rejvíz este o arie protejată (arie specială de conservare — SAC, sit de importanță comunitară — SCI) din Republica Cehă întinsă pe o suprafață de 591,4 ha, integral pe uscat.

## Localizare
Centrul sitului Rejvíz este situat la coordonatele 50°12′58″N 17°16′58″E / 50.216111°N 17.282778°E.

## Înființare
Situl Rejvíz a fost declarat sit de importanță comunitară în aprilie 2005 pentru a proteja 1 specie de plante și 1 specie de animale. Situl a fost protejat și ca arie specială de conservare în iulie 2012.

## Biodiversitate
Situată în ecoregiunea continentală, aria protejată conține 6 habitate naturale: Liziere de ierburi înalte hidrofile de câmpie și de nivel montan până la alpin, Mlaștini turboase de tranziție și turbării mișcătoare, Păduri acidofile de Picea de la nivel montan la nivel alpin (Vaccinio-Piceetea), Formațiuni ierboase bogate în specii de Nardus, dezvoltate pe substraturi silicioase în zone montane (și în zone submontane, în Europa continentală), Turbării active, Mlaștini împădurite.
La baza desemnării sitului se află mai multe specii protejate:
- plante (1): Buxbaumia viridis
- nevertebrate (1): Carabus variolosus